# 武鸿麟
武鸿麟（1949年1月—），河南汝阳人，中华人民共和国政治人物，中国民主建国会会员、中央常委，曾任贵州省政协副主席。